# Мечкарица
Мечкарица (на македонска литературна норма: Мечкарица) е бивше село в Северна Македония, на територията на община Битоля.

## География
Селото е било разположено на десния бряг на Шемница, северно от Битоля, между Църновец и Лопатица, на превала между Демир Хисар и Битолското поле.

## История
В XIX век Мечкарица е малко, изцяло българско село в Битолска кааза, Битолска нахия на Османската империя. Според статистиката на Васил Кънчов („Македония. Етнография и статистика“) от 1900 година Мечкарица има 26 жители, всички българи християни.
На Етнографската карта на Битолския вилает на Картографския институт в София от 1901 година Мечкарица е чисто българско село в Битолската каза на Битолския санджак с 3 къщи.
Цялото население на селото е под върховенството на Българската екзархия. По данни на секретаря на екзархията Димитър Мишев („La Macédoine et sa Population Chrétienne“) в 1905 година в Мечкарица (Metchkaritza) има 16 българи екзархисти.
Селото е напуснато по време на Балканските войни (1912 - 1913).